# Чашник, Илья Григорьевич
Илья́ Григо́рьевич Ча́шник (13 [26] июня 1902, Люцин, Витебская губерния, Российская империя — 4 марта 1929, Ленинград, РСФСР, СССР) — советский художник, дизайнер. Один из двух, с Николаем Суетиным, ближайших учеников Казимира Малевича; последовательный супрематист.

## Биография
Родился в еврейской семье в Латгалии — в городе Люцине Витебской губернии Российской империи (ныне город Лудза в Латвии).
Илья был младшим среди восьми братьев и сестёр, и после рождения последнего ребёнка семья переехала в губернский Витебск. В одиннадцатилетнем возрасте Илья был определён учеником в оптико-механическую мастерскую, в которой работал ежедневно по 10-11 часов.

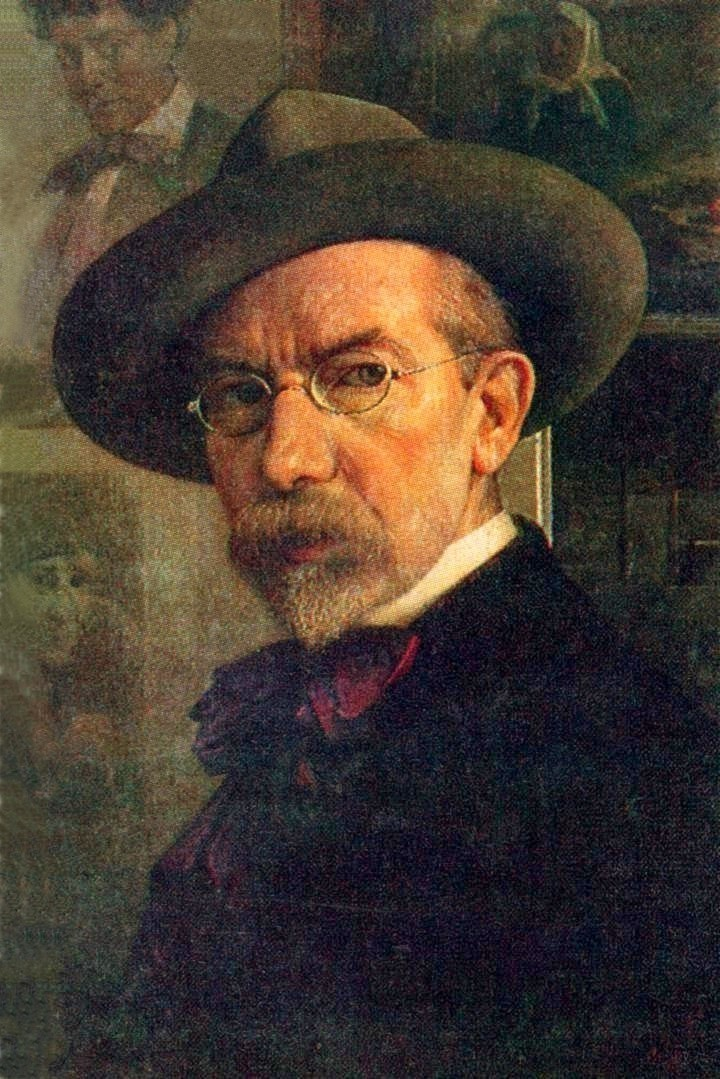
Юдель Пэн. Автопортрет. 1922

С пятнадцати лет, в 1917—1918 годах, Илья Чашник начал по воскресным дням посещать частную Школу рисования и живописи Юделя Пэна, в которой до него учились Эль Лисицкий, Осип Цадкин, Марк Шагал и многие другие, впоследствии выдающиеся художники.
В 1918 году шестнадцатилетний Чашник поехал в Москву и записался в архитектурные мастерские во Вторых Государственных свободных художественных мастерских, где преподавал в том числе Казимир Малевич. Но услышав, что в Витебск приехал Марк Шагал, преобразовавший школу своего учителя Пэна в Народную художественную школу, Чашник вернулся в родной город и начал заниматься у Шагала. Летом 1919 года молодой художник был отмечен премией на первой отчётной выставке школы, а одна его картина была рекомендована в школьный музей.

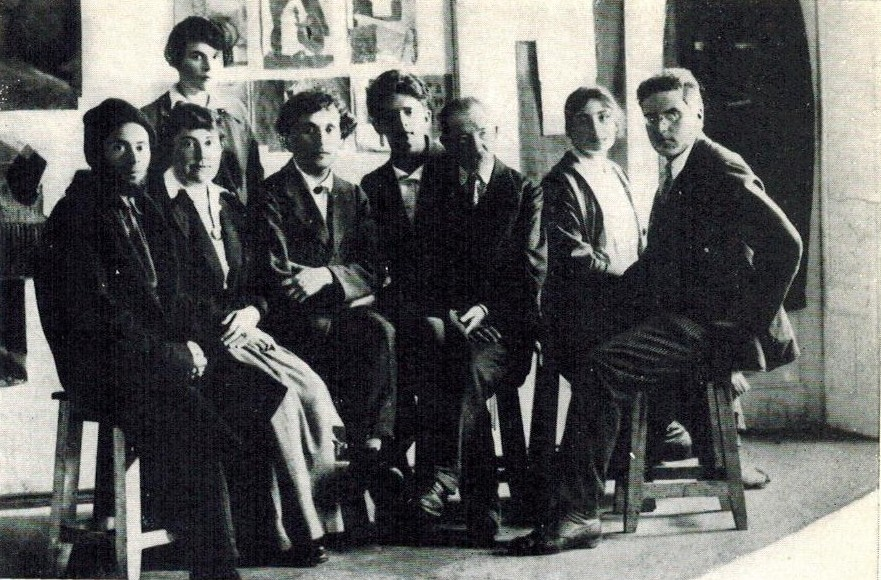
Преподаватели Народного художественного училища. Витебск, 26 июля 1919 года. Сидят слева направо: Эль Лисицкий, Вера Ермолаева, Марк Шагал, Давид Якерсон, Юдель Пэн, Нина Коган, Александр Ромм. Стоит делопроизводительница училища

В 1919 работал в Витебске в мастерской графики, печати и архитектуры под руководством Л. М. Лисицкого. В Витебск приехала погостить к своим родственникам родившаяся в Витебске, но уехавшая из него ещё в детстве художница Полина Хентова. Вместе с Чашником Хентова начала посещать мастерскую Шагала. Вслед за Хентовой в городе появился безответно в неё влюблённый Лазарь Лисицкий, которому Шагал предложил возглавить в училище мастерскую графики, печати и архитектуры. Чашник, уже делавший попытку связать свою судьбу с архитектурой, сразу же перешёл в мастерскую к Лисицкому, но Лисицкого, получившего фундаментальное архитектурное образование в Германии, в это время больше интересовала не архитектура, а современное еврейское искусство.
C 1920 года — член «УНОВИСа».
В 1919—1922 годах участвовал в оформлении городских празднований годовщин Октябрьской революции, в Витебске и Смоленске. Преподавал в Высшем художественно-практическом институте (бывшая Народная школа).
В 1921—1922 годы участвовал в выставках в Москве.
В 1922 году окончил институт «по основному научному разделу» и уехал в Петроград.
В 1922—1923 годы начал заниматься дизайном, проблемами рекламы и плаката.
В 1923 году принимал участие в проходившей в залах Академии Художеств «Выставке картин петроградских художников всех направлений за 5-летний период деятельности 1918—1923».
С 1923 — научный сотрудник ГИНХУКа. Оставался в ГИНХУКе до времени его закрытия.
В 1925 был зачислен в Декоративный институт в должности научного сотрудника, в лаборатории где вместе с ним работали К. С. Малевича, К. И. Рождественский, Н. М. Суетин. Работал в Декоративном институте до декабря 1926 года, когда институт был закрыт.
В ноябре-декабре 1926 участвовал в выставке в Доме Печати «Плакат и реклама после Октября».
В 1923—1926 работал с Комитетом художественной промышленности ГИИИ. Разрабатывал супрематические орнаменты для текстиля и обоев.
В 1927—1928 эскизы Чашника легли в основу проведённых позднее, работ по окраске зданий Ленинграда, спроектированных в архитектурной бригаде (мастерской) А. С. Никольского (1927—1928).

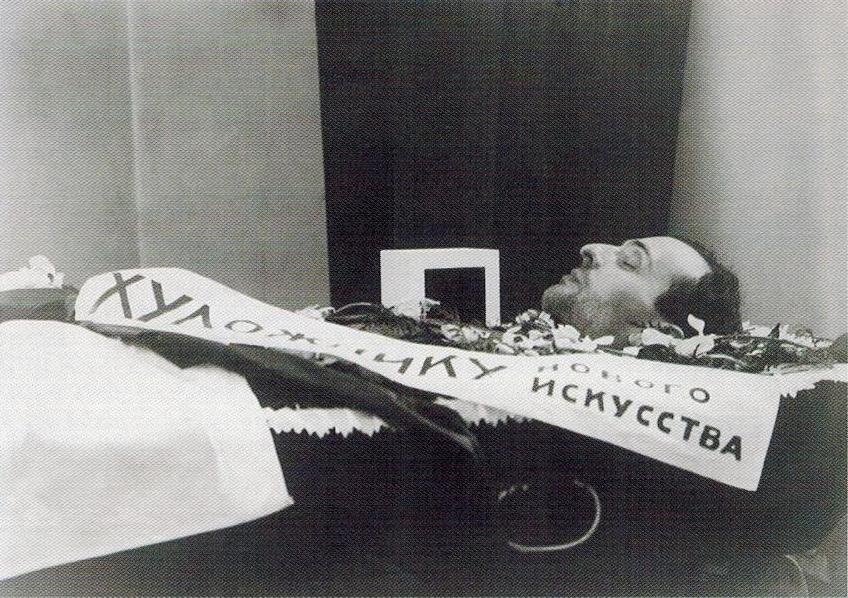
Илья Чашник в гробу

Активно экспериментировал в сфере архитектуры, взяв за основу «архитектоны» К. С. Малевича — гипсовые модели беспредметной архитектуры. Развивал их аскетически-лаконичную, но в то же время комбинаторную пластику в графических эскизах и трехмерных моделях. В 1926 создал свой собственный архитектон, в принципе — не отличный от архитектонов Малевича, в основе являвший собой крест с наложенным поверх него кругом.
Работал в Губполитпросвете, ответственным руководителем мастерской ИЗО.
Умер в Ленинграде 4 марта 1929, в возрасте 26 лет, от перитонита. Его соратниками на могиле Ильи Григорьевича был установлен памятник: белый деревянный куб с чёрным квадратом.

### Творчество
Илья Чашник развивал идеи своего учителя К. С. Малевича, создавая значительные по объёму беспредметной живописи и графики, строгие по «невесомо-космической» компоновке форм, и считая себя полным единомышленником Малевича.
Разделял, наравне с M. Л. Хидекелем и Н. М. Суетиным, принципы супрематической цветописи, в отличие от других учеников и соратников Малевича, чьи интересы сосредотачивались на живописном реализме (Ермолаева, Юдин, Стерлигов).
Согласно методу Малевича, работал по принципу контраста. Ограничивал личную цветовую гамму использованием белого, чёрного, красного и голубого цветов.
Его работы этого времени: Супрематизм, 1923, Третьяковская галерея; Супрематическая композиция, 1923, Музей Тиссен-Борнемиса, Мадрид; Композиция, 1925—1926, Музей Людвига, Кёльн.
Исследователи отмечают в творчестве художника «чрезвычайно динамическую концепцию жизни форм.. вобравших в себя смысл самого живописного поля».
Обладая аналитическим складом ума, занимался философией и теорией живописи. Художник определял беспредметную живопись «как высшее состояние сознания», «культуру магнитных сил, динамического возбуждения, ритма». « Супрематизм — мироощущение беспредметных, природных и космических сложений».

### Работа на ГФЗ
В течение одного года, с 1923 по 1924, работал (вместе с Н. М. Суетиным) на Государственном фарфоровым заводе, «в качестве художника-композитора по исследованию и выработке художественных образцов композиционных форм».
В период с 1923 по 1924 исполнил несколько проектов росписи чашек и сервизов.
Использовал для росписи композиции собственных живописных и графических работ. Расписывал также фарфор по моделям Малевича (супрематическая роспись на «получашке»). В росписи фарфора художник предпочитал другим чёрный цвет, крупные элементы его супрематических рисунков отличались резкой броскостью, а композиции замыкались широкими чёрными лентами по краям предметов.

### Семья
- Жена — Цецилия Юрьевна Чашник (урождённая Городнева)[12];
  - Сын — Илья Ильич Чашник[13][14];
  - Невестка — Нина Николаевна Суетина, архитектор, дочь Николая Суетина[13].

## Галерея

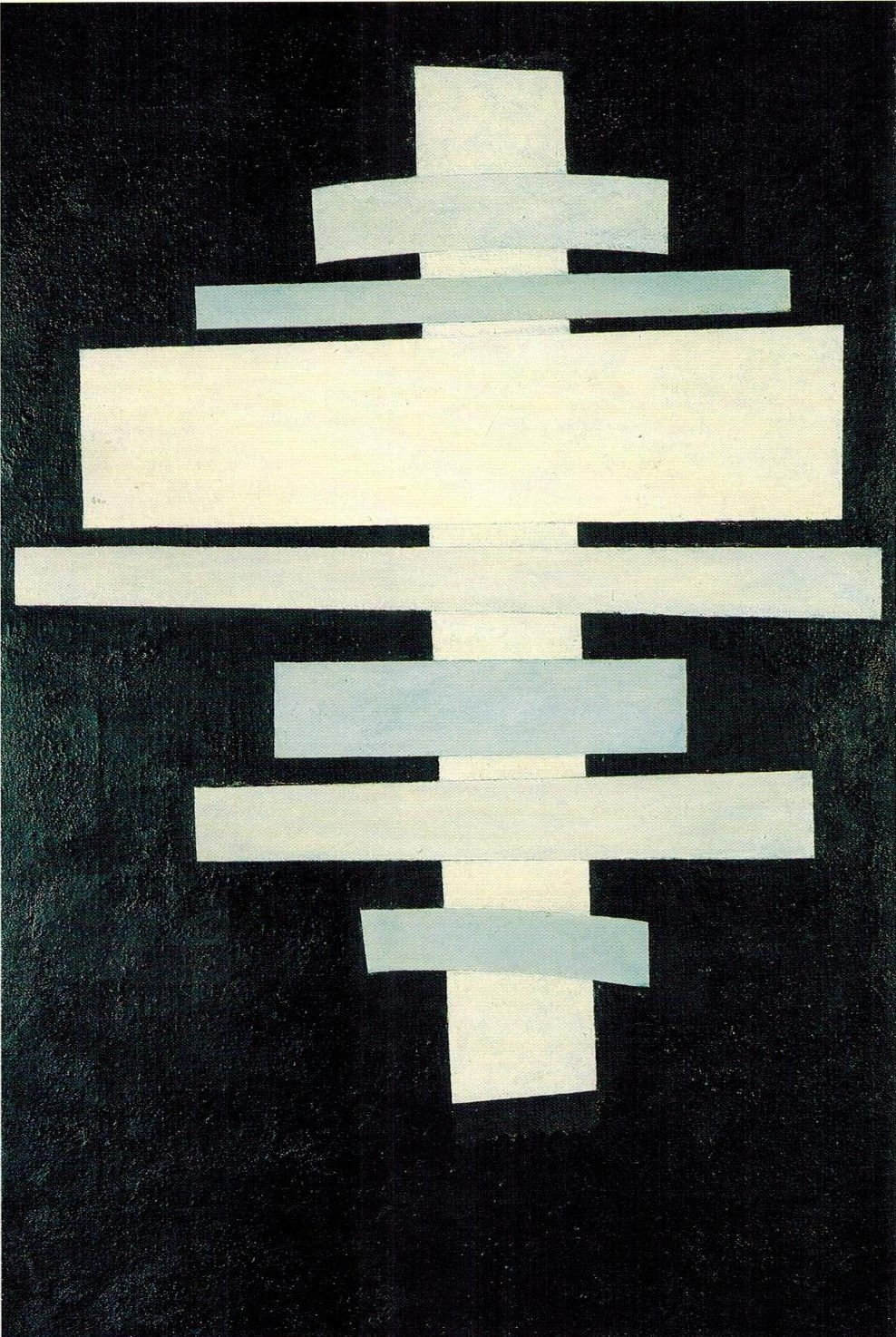
Супрематизм. 1922—1923. Х., м. ГТГ
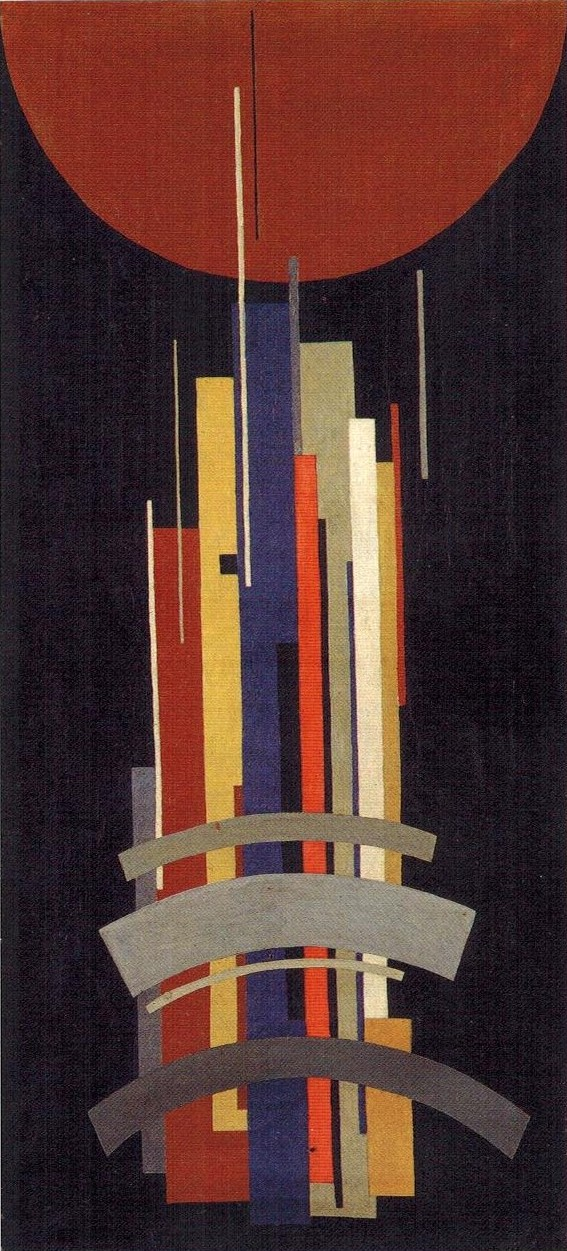
Вертикальные оси в движении. Начало 1920-х. Х., м. Частное собрание, Москва
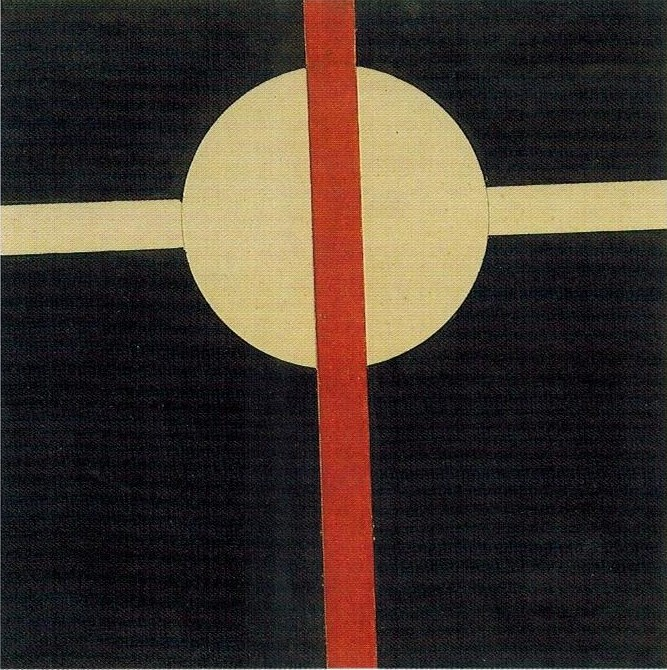
Композиция с красной полосой. 1923. Бумага, тушь, гуашь. ГРМ
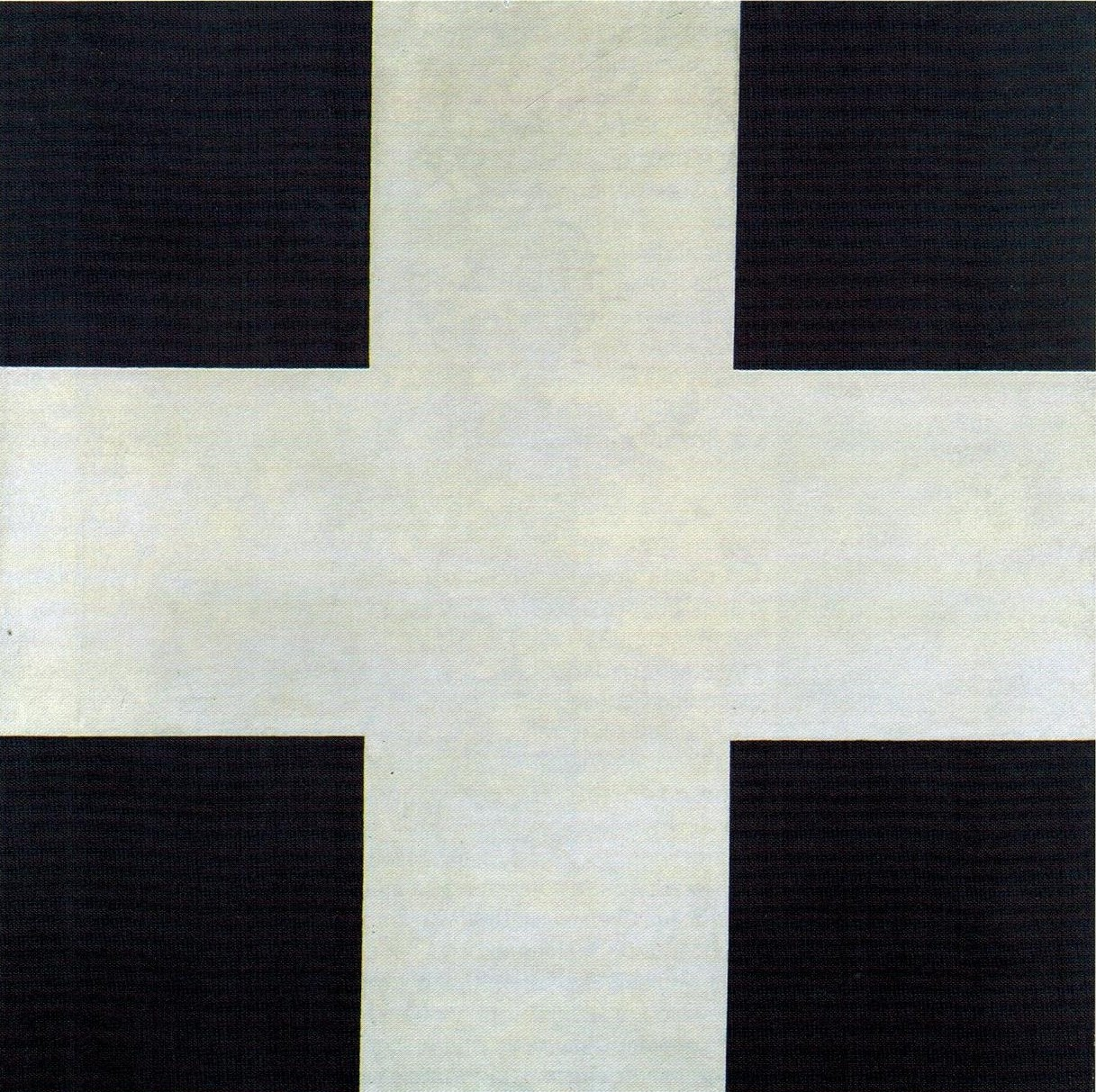
Супрематический крест. 1923. Х., м. Коллекция Георгия Костаки, Греция
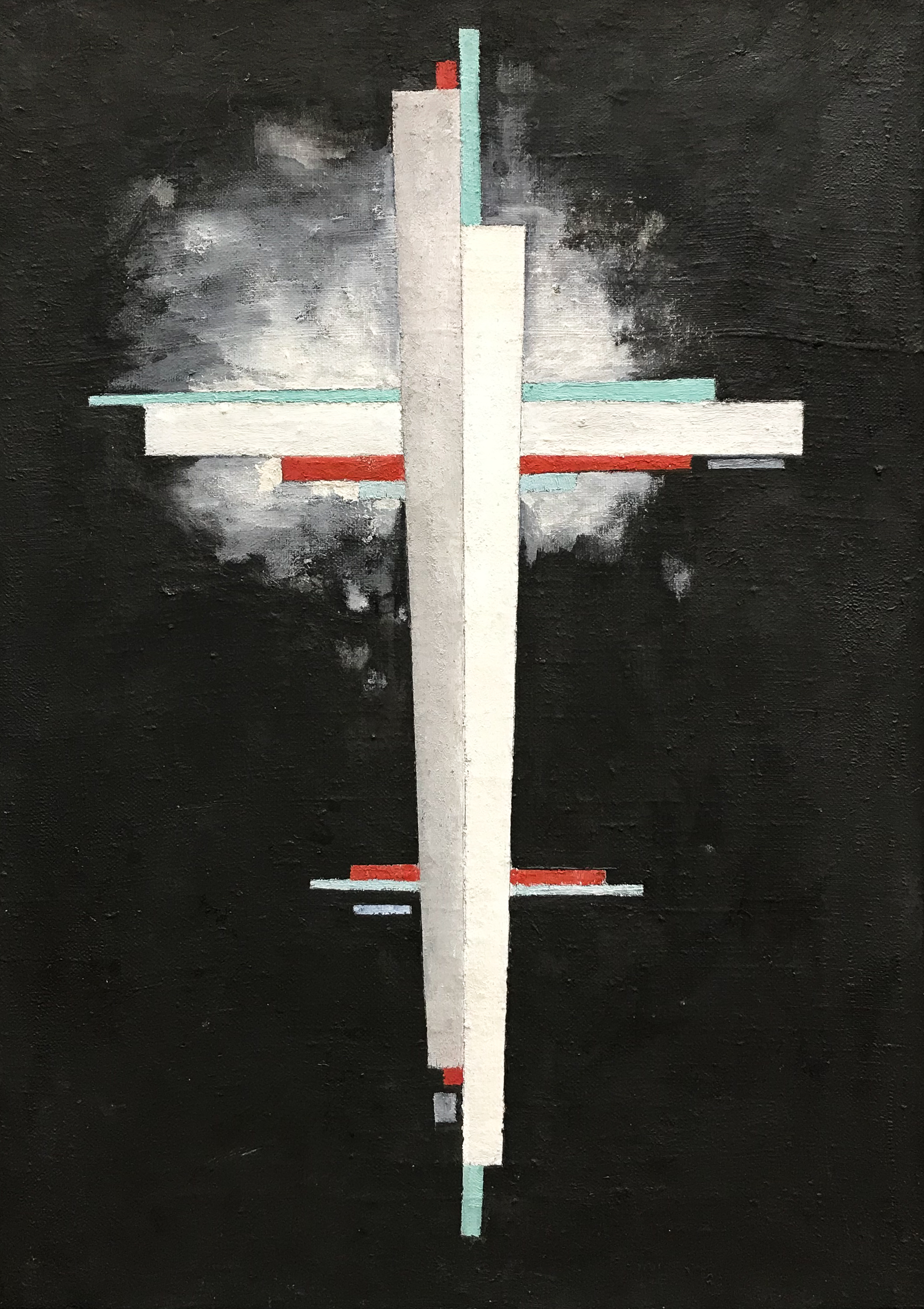
Супрематизм. 1923. Х., м. ГТГ
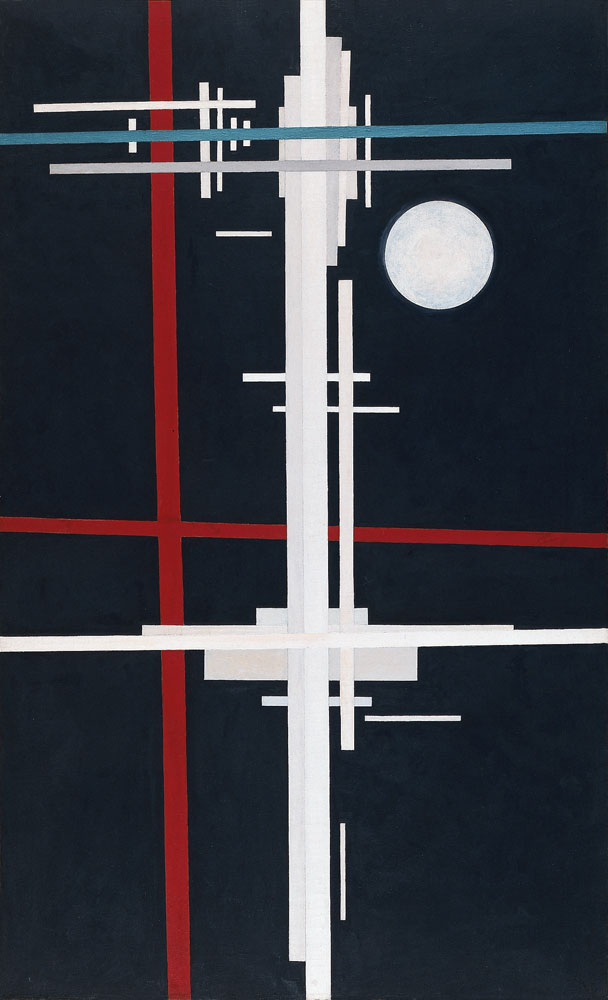
Супрематическая композиция. 1923. Х., м. Музей Тиссена-Борнемисы
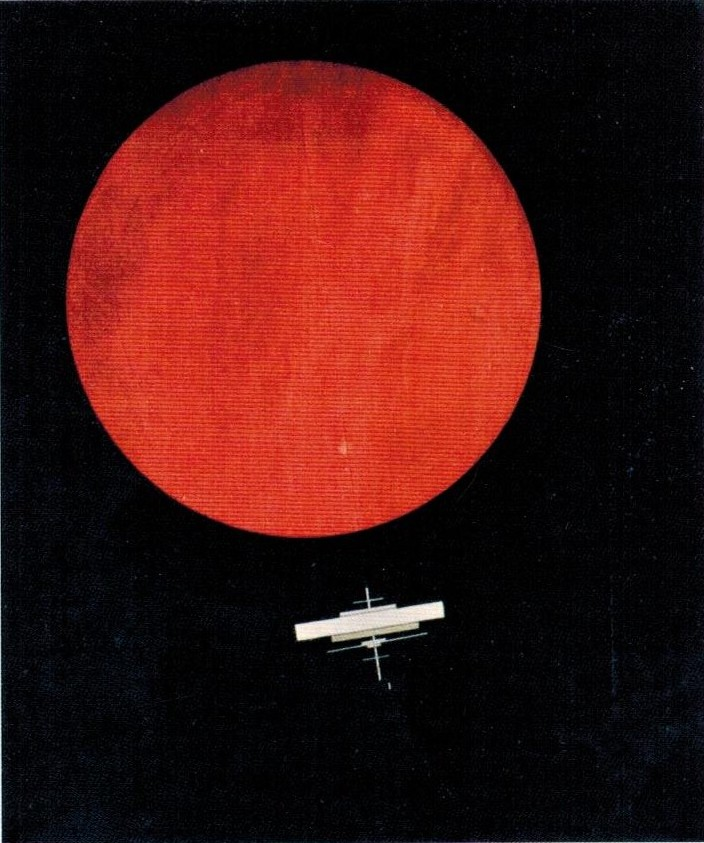
Красный круг на чёрной поверхности. 1925. Х., м.
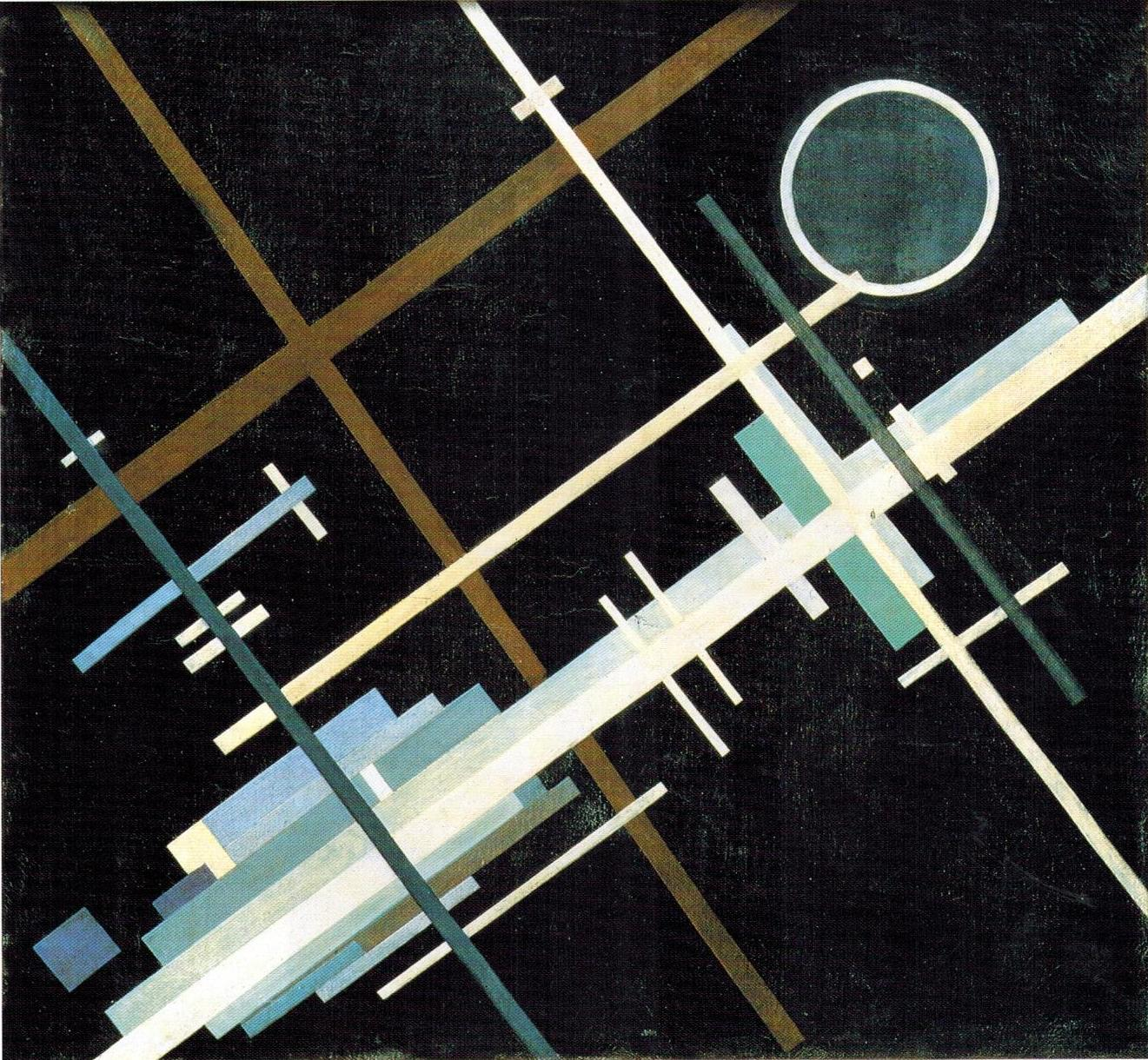
Композиция. 1925. Х., м. Собрание Э. Швиттерса, Норвегия
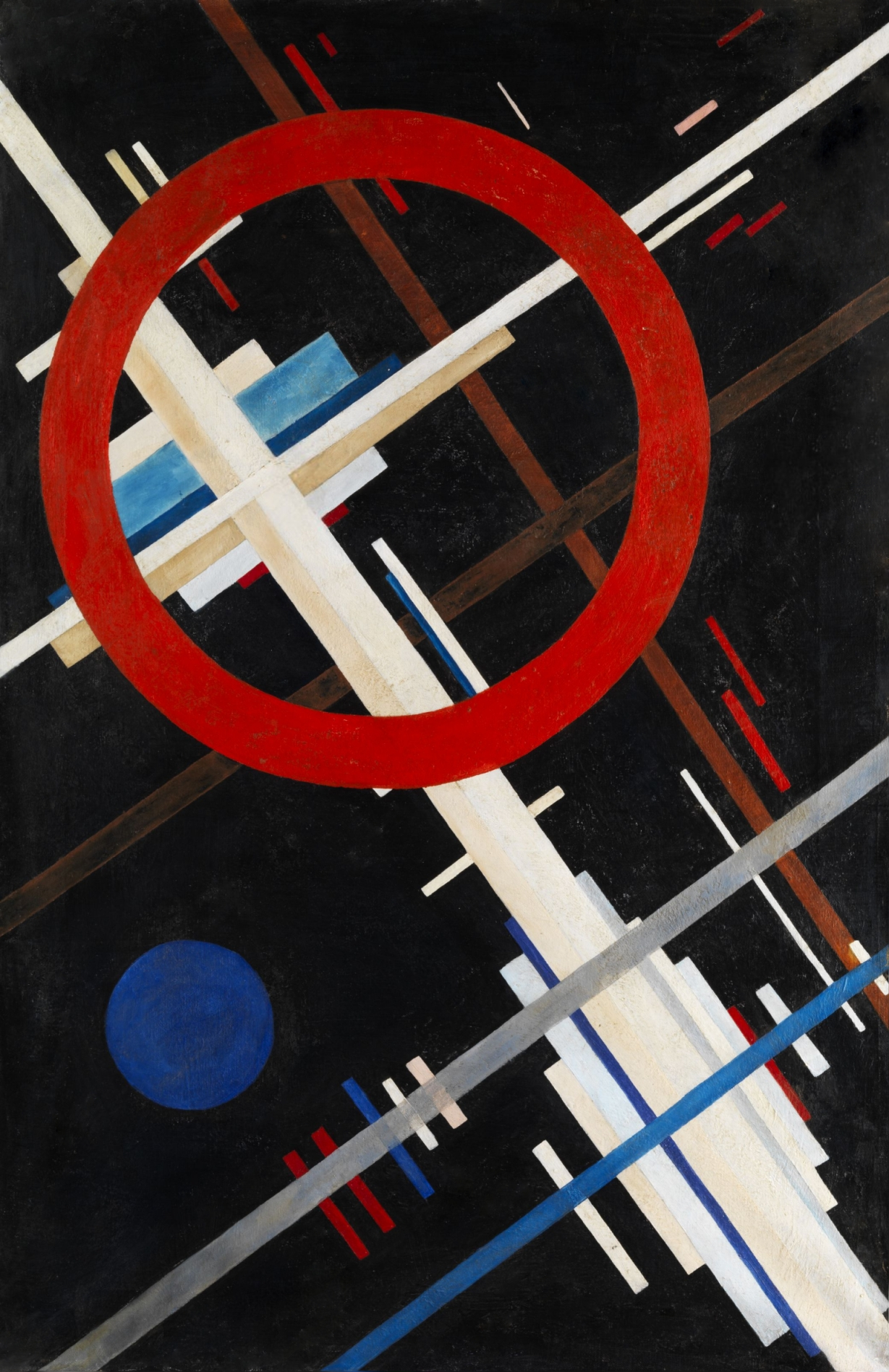
Композиция. 1926—1927. Х., м. Частное собрание, Париж

## Стоимость картин
Рекордом по стоимости работ Ильи Чашника на 2016 год является продажа 30 ноября 2016 года аукционным дом Sotheby’s картины «Седьмое измерение, супрематический рельеф», написанной в 1920 году, за £2,4 млн ($3 млн). Работа была оценена в £100 000—150 000, но итоговая цена была выше в 19 раз.

## Память
- В 2018 году в Москве в Даниловском районе появилась улица Ильи Чашника[17].

## Комментарии
1. ↑  Во многих интернет-ресурсах приводится некорректная дата рождения 13 (29) июня 1902 года[1][2] — разница Юлианского и Григорианского календарей в XX веке составляет 13 дней.